# 古畑星夏
古畑 星夏（ふるはた せいか、1996年〈平成8年〉7月8日 - ）は、日本の女性ファッションモデル、女優であり、『ニコラ』・『Seventeen』・『ViVi』の元専属モデルを経て、現在は『Oggi』専属モデルである。レプロエンタテインメント所属。東京都出身。

## 略歴

### モデルとして
2009年、ファッション雑誌『ニコラ』（新潮社）の第13回ニコラモデルオーディションで1万4076人の中からグランプリを獲得。同年10月号から専属モデル として活動を開始した。
2010年、4月よりニコラネット内ニコ☆ログの担当となる。10月号で初表紙。
2011年、3月号で初の単独表紙を飾った。また同号にてオーディション出身同期で同い年の松井愛莉・池田依來沙・春川芽生とニコラ内のユニットを結成し、『ニコラ』読者からユニット名を募集。5月号にユニット名が「♡4ever（ラブフォーエバー）」に決定。6月号から連載企画「セイカのおしゃれ一番星」がはじまる。6月、Girl is Girl by nicolaとコラボレーションした水着が、イオン限定で販売された。7月号で初の海外ロケに参加。7月号から同年11月号まで5連続で表紙を飾り、2005年代に岡本玲が記録した5連続表紙とタイ記録となった。12月号に別冊付録『セイカ×レピピアルマリオ No.1コーデBOOK』が初めて付属された。また、この時に古畑とレピピアルマリオがコラボレーションした商品は、即完売した。なお掲載当時、本誌の使用カットはそのままレピピアルマリオの公式通販サイトや、アフィリエイトに使用されていた。
2012年、4月に中山絵梨奈から引き継いで2012年度ニコラクラブ（及び8代目プリ部）部長に就任。7月号では昨年に続き海外ロケに参加。9月号をもって連載企画「セイカのおしゃれ一番星」が終了。翌10月号より新連載「セイカのニコ㋲全身プロデュース↑↑」がはじまる。11月、レピピアルマリオブランドおしゃれBOOK発売。古畑を中心に構成され、他7名のニコモが参加している。11月号で17回目の表紙を飾り、2010年5月号で記録した日南響子の16回を2年半ぶりに抜き、『ニコラ』歴代2位となった。
2013年、5月号をもって卒業。トップニコモとして人気を誇り、2年間にわたり単独連載を続けた。表紙掲載回数は18回（内単独表紙3回）であった。同年8月、新たにティーン向けファッション雑誌『Seventeen』（集英社）の専属モデルとして同年9月号から活動を開始した。
2014年3月より、Availイメージモデルとなる。
2017年7月（8月号）をもって、4年間専属モデルとして在籍した『Seventeen』を卒業。同年11月号からファッション雑誌『ViVi』（講談社）の専属モデルとなる。
2023年10月17日に、初のグラビア写真集『びびぐら 古畑星夏』を発売。撮影では手ぶらもしたし、お尻も出したし、最初で最後というつもりで全部出し切りました！と語る。『ViVi』が展開する「びびぐら」の第2弾である。
2023年12月（2024年2月号）をもって、6年間専属モデルとして在籍した『ViVi』を卒業。
2024年9月より（2024年11月号）からOggi専属モデルなる。

### その他活動
2010年7月、ガールズパフォーマンスユニット9nineの候補者9人（古畑の他に、池田莞奈、西脇彩華、小林結夢花、村田寛奈、柳岡美月、吉井香奈恵、佐武宇綺、川島海荷）に選ばれ、2泊3日の合宿審査に参加した。同年9月、公式ブログ「星夏のキラキラお星Summer!」を開設。
2011年5月、『ニコラ』を卒業した初代レピピガールの川口春奈から引き継ぎ、2代目レピピアルマリオ（repipi armario）のイメージモデル（レピピガール）となる。また、レプロエンタテインメントの創立20周年目イベント「レプロ・ハピチャリ・プロジェクト」にてイメージソング「虹の向こうへ」を歌う32名に選ばれる。2011年7月27日ソニー・ミュージックダイレクトよりCDリリースした。
2012年4月から3か月、yaplog!とのコラボレーションで『★SEIKA★の私服コンテスト』が開催された。また、古畑プロデュースのyaplog!のスキンが作成された。
2013年4月より、情報番組『めざましテレビ』（フジテレビ）のコーナー「イマドキ」に「イマドキガール」として出演。
2016年4月から2017年3月まで『Going!Sports&News』（NTV）にて、日曜お天気キャスターのレギュラーを務めた。

### 女優として
2012年、テレビドラマ『パパドル!』（TBSテレビ）でドラマ初出演。これが、女優デビュー作となった。
2014年4月、映画『1/11 じゅういちぶんのいち』に柏木千夜子役として映画初出演し、またカジュアルシューズブランド『Realta』イメージモデルとなる。
同年10月、映画『近キョリ恋愛』に出演し、また10月15日スタートの連続ドラマ『きょうは会社休みます。』にもレギュラー出演した。
2017年10月 - 12月放送の『ラブホの上野さん 』Season2（フジテレビ）で連続ドラマ初ヒロイン役を演じた。
2017年1月28日公開の『人狼ゲーム ラヴァーズ』で映画初主演。
2018年、『半分、青い。』でNHK連続テレビ小説初出演。

### 私生活
2023年2月14日、一般男性と結婚したことを自身のInstagramにて報告した。結婚以降もグラビア活動を続けており、逆に「ドドドドエロい」と太鼓判を押されている。

## 人物
- 名前の由来は、夏生まれで、そのとき星が綺麗だったから[19]。
- 身長164センチ、体重47キロと公言（2021年5月22日時点）[20]。
- 長女。3歳年下の妹がいる[21]。姉妹でよかった点について、「楽しいことは2倍だけど辛いことは2で割れる」と語っている[22]。
- 好きなタイプの男性は、黒髪、テクノカット、片耳にフープイヤリングをしている、唇に血色感のある人[23]。
- 憧れの人は黒木メイサ。
- 柴犬を飼っており、ニコラ紙面に登場していた。
- 趣味・特技はDVD鑑賞・靴集め・メイク・書道[15]・マニュアル車の運転[24]である。
- 先輩モデルでは特に伊藤夏帆や中山絵梨奈などと映画や[25]、ショッピングに行くほど仲が良い[26]。
- 同期モデルでは春川芽生、野中葵、田中若葉、泉はる、松井愛莉などと仲が良く、お互いの自宅に泊まりに行ったり[27]、東京ディズニーシーに行ったりと仲の良さがうかがえる。ニコラ時代は松井、池田エライザ、春川芽生の4人の総称をラブ・フォーエバーと称された[28]。
- プロ野球選手の鈴木誠也（広島東洋カープ）は同じ中学校の先輩で、親交がある[29]。
- 都市伝説が好きである[30]。
- 愛車はMAZDA ロードスターRF RSグレードと、日本限定50台のBMW M3・50thアニバーサリー・リミテッド（6MT）[31][17]。

## 出演
※太字は主演、もしくはメインキャラクター。

### テレビドラマ
- パパドル!（2012年4月19日 - 6月28日、TBSテレビ） - 新井ひかる 役 ※女優デビュー作
- ぴんとこな（2013年7月18日 - 9月19日、TBSテレビ） - 七海 役
- ほんとにあった怖い話 夏の特別編2013「女子高大パニック」（2013年8月17日、フジテレビ） - 初美 役
- きょうは会社休みます。 第2話 - 第6話（2014年10月22日 - 11月19日、日本テレビ） - 鳴前ひろ乃 役[32]
- イタズラなKiss2〜Love in TOKYO 第9話（2015年1月26日、フジテレビ） - 入江理加 役
- ラーメン大好き小泉さんシリーズ（フジテレビ） - 中村美沙 役
  - ラーメン大好き小泉さん（2015年6月 - 7月）
  - ラーメン大好き小泉さん2016新春SP（2016年1月4日）
  - ラーメン大好き小泉さん2016年末SP（2016年12月29日）
  - ラーメン大好き小泉さん二代目!（2020年3月27日） - 大泉の友人 役
- 仮カレ♡（2015年11月3日 - 12月22日、NHK BSプレミアム） - 望月沙耶 役
- ナイトヒーロー NAOTO 第2話（2016年4月23日、テレビ東京） - レイナ 役[33]
- ふれなばおちん（2016年6月28日 - 8月23日、NHK BSプレミアム） - 若林みどり 役[34]
- 時をかける少女（2016年7月9日 - 8月6日、日本テレビ） - おじょう / 寺崎 役 [35]
- 逃げるは恥だが役に立つ（2016年10月11日 - 12月20日、TBSテレビ） - 茉菜 役
- 咲-Saki-（2016年12月、毎日放送） - 竹井久 役
- 緊Q不倫速報（2016年12月28日、テレビ朝日） - 里田真紀 役
- 帰ってきた家売るオンナ（2017年5月26日、日本テレビ） - 堂坂沙羅 役
- コード・ブルー -ドクターヘリ緊急救命- 3rd season 第2話（2017年7月24日、フジテレビ） - 宮本望海 役[36]
- ラブホの上野さん Season2（2017年10月12日 - 12月21日、フジテレビ） - ヒロイン・品川佐奈 役[37]
- コウノドリ 第2シリーズ（2017年10月13日 - 12月22日、TBS） - 麻生理佐子 役[38]
- 春が来た（2018年1月13日 - 2月10日、WOWOW） - 岸川順子 役[39][40]
- 連続テレビ小説 半分、青い。（2018年4月2日 - 9月29日、NHK） - 伊藤清 役[17]
- ケイジとケンジ〜所轄と地検の24時〜 第3話（2020年1月30日、テレビ朝日） - 三浦舞 役
- 閻魔堂沙羅の推理奇譚 第1回（2020年10月31日、NHK総合） - 天野京香 役[41]
- 教場II（2021年1月3日 - 4日、フジテレビ） - 高見香菜 役[42]
- スイートリベンジ（2021年3月22日、フジテレビ） - ユミ 役[43]
  - スイートリベンジ（配信版）（2021年8月30日 - 11月15日、フジテレビ） - ユミ 役[44]
- 闇金ウシジマくん外伝 闇金サイハラさん（2022年9月20日 - 12月28日、毎日放送） - 桜井ともか 役[45]
- 僕らの食卓（2023年4月6日 - 6月8日、BS-TBS） - 大畑レイ 役[46]
- 失踪人捜索班 消えた真実 第7話・最終回（2025年5月30日・6月6日、テレビ東京） - 望月朋美 役[47]

### 配信ドラマ
- &美少女 NEXT GIRL meets Tokyo 第1話（2017年4月5日、FOD） - 主演・笹原彩 役
- スイートリベンジ（2021年3月22日 - 4月26日、FOD） - ユミ 役[43]
  - スイートリベンジ（2021年8月30日 - 10月5日、FOD） - ユミ 役
- 全裸監督2 第1話・第3話・第4話（2021年6月24日全話配信、Netflix）

### 映画
- 1/11 じゅういちぶんのいち（2014年4月5日、東京テアトル） - 柏木千夜子 役
- 青鬼（2014年7月5日、AMGエンタテインメント） - 美香 役
- 近キョリ恋愛（2014年10月11日、東宝映像事業部） - 吉田芽衣 役
- 夏ノ日、君ノ声（2015年10月24日、ユナイテッドエンタテインメント） - 森野ユカ 役
- L-エル-（2016年11月25日、東宝映像事業部） - リノ 役[48]
- 人狼ゲーム ラヴァーズ（2017年1月28日、AMGエンタテインメント） - 主演・高野蘭子 役[16]
- 咲-Saki-（2017年2月3日、プレシディオ） - 竹井久 役[49]
- 一週間フレンズ。（2017年2月18日、松竹） - 近藤まゆ 役[50]
- 銀魂（2017年7月14日、ワーナー・ブラザース映画） - 結野クリステル 役[51]
- 東京喰種トーキョーグール（2017年7月29日、松竹） - 小坂依子 役[52]
- 青夏 きみに恋した30日（2018年8月1日、松竹） - 大鳥万里香 役[53]
- きらきら眼鏡（2018年9月15日、S・D・P） - 松原弥生 役[54]

### バラエティ
- ピラメキーノG「ハッキリ言ってムリ男ダービー」（2010年8月27日・9月10日、テレビ東京）
- そんなバカなマン「パシフィックヒム」（2015年4月15日、フジテレビ）
- めざましテレビ「イマドキ」（2013年4月 - 2016年3月、フジテレビ） - イマドキガール
- テストの花道（2013年4月22日 - 、NHK Eテレ）[55]
- 痛快TV スカッとジャパン（2015年2月23日 - 不定期出演、フジテレビ）
- 新しいカギ (2021年5月28日 - 、フジテレビ） - 準レギュラー
- さがせ!幻の絶版車（5） (2023年1月1日 、NHK BSプレミアム・BS4K）

### ドキュメンタリー
- 緊急特番 パフォーマンスガールズ・ユニット9nine誕生SP（2010年9月27日・10月4日、TOKYO MX）

### 情報
- Going!Sports&News（2016年4月4日 - 2017年3月27日[注 4]、日本テレビ） - 日曜お天気キャスター[56]

### ファッションショー
- point spring collection
  - point spring collection 2012（2012年2月21日）
  - point spring collection 2013（2013年2月20日）
- Color-i LUXURY Collection Vol.1（2012年8月9日）
- 東京ガールズコレクション
  - 東京ガールズコレクション 2012 in 名古屋（2012年）
  - 東京ガールズコレクション 2014 SPRING/SUMMER（2014年）
- GirlsAward
  - GirlsAward 2013 SPRING/SUMMER（2013年）
  - GirlsAward 2013 AUTUMN/WINTER（2013年）
  - GirlsAward 2014 AUTUMN/WINTER（2014年）
  - GirlsAward 2017 AUTUMN/WINTER（2017年）
- 関西コレクション
  - 関西コレクション 2014 SPRING/SUMMER（2014年）
  - 関西コレクション 2015 AUTUMN/WINTER（2015年）

### CM
- 任天堂 nintendogs + cats（2011年11月24日、アクセサリー 篇 / グッズ 篇 / なめる 篇 / 芸 篇 / 写真 篇）
- タカラトミー CodeColle（2012年5月10日 - ）
- サムスン電子 GALAXYS4「フジテレビ×GALAXY S4 ドラマin ドラマ「宮村くんと2人の秘書」」（2013年8月 - 9月）[57]
- 明治 明治エッセルスーパーカップ（2014年10月 - ）[58]
- JR東日本 TYO 30周年記念キャンペーンCM「MY TOKYO TRIP By Shin kansen」（2018年1月29日 - ）[59][60]
- トヨタ自動車トヨタ3代目シエンタ（2022年8月 - ）

### スチール・広告
- ワールド ピンクラテ（2011年4月・10月）
- point レピピアルマリオ（2011年11月 - 2013年3月） - イメージモデル
- 駿台予備学校（2014年2月 - ） - ポスター
- エース adidasライセンスバック（2014年3月 - ） - イメージキャラクター
- Avail（2014年3月 - ） - イメージモデル
- 建設業労働災害防止協会 全国安全週間ポスター（2014年）
- Realta（2014年4月 - ） - イメージモデル

### カタログ
- docomo STYLE series F-06D Girls'（2012年）
- サン宝石『Fancy Pocket Girls No.48』（2012年秋号 - ）
- 千總 ふりそで夢立花 2013COLLECTION（2013年） - カタログモデル
- セシール『cu-pop』（2013秋号 - ）
- KimonoWalker vol.9角川書店（2013年）

### インターネットテレビ
- nicola©（2009年 - 2010年、goomo） - 不定期出演

### ミュージックビデオ
- ケラケラ「さよなら大好きだったよ」（2013年2月27日）
- Shout it Out「光の唄」（2015年12月16日）[61]

### イベント
- ニコラ読者開放日
- 日本国際切手展2011（2011年8月30日）
- NTTドコモ 2011 - 2012 冬春モデル 新商品・新サービス発表会（2011年10月18日）
- レピピアルマリオ×古畑星夏トークイベント（2011年11月19日[62]・27日[63]・2012年4月15日・22日）[64]
- point spring collection 2011（2011年2月23日）
- 「東京ガールズコレクション×お台場合衆国」スペシャルコラボステージ supported by LOTTE（2013年8月31日）
- JOLモンチッチ2012ver.発売記念イベント（2012年6月17日）
- Seventeen夏の学園祭2014[65]
- Seventeen夏の学園祭2015[66]
- “ふるはたち”バースデーイベント（2016年7月8日） - 20歳を記念した自身初の単独イベント[67]
- Seventeen夏の学園祭2016[68]
- ViVi Night
  - ViViNight inTaipei（2019年11月16日、新光三越Legacy MAX）[69]
  - ViVi Night 2023（2023年10月5日、東急歌舞伎町タワー Zepp Shinjuku）[70]

## 書籍

### 雑誌連載
- ニコラ（2009年10月号 - 2013年5月号、新潮社） - 専属モデル
  - セイカのおしゃれ一番星（2011年6月号 - 2012年9月号）
  - セイカのニコ㋲全身プロデュース↑↑（2012年10月号 - 2013年5月号）
- Seventeen（2013年9月号 - 2017年8月号、集英社） - 専属モデル
- ViVi（2017年11月号 - 2024年2月号、講談社） - 専属モデル
- Oggi（2024年11月号-　小学館）-専属モデル

### ムック
- レピピアルマリオブランドおしゃれBOOK（2012年11月1日、新潮社、ISBN 4107902358）

### 写真集
- びびぐら 古畑星夏（2023年10月17日、講談社、ISBN 978-4-0653-3590-1）[7]

## 作品

### シングル
- 虹の向こうへ（2011年7月27日、ソニー・ミュージックダイレクト） - レプロ・ハピチャリ音楽部として